# Rubus hawaiensis
Rubus hawaiensis, hay còn gọi là mâm xôi Hawaiian hay ʻĀkala, là loài đặc hữu của Hawaii. Nó được tìm thấy trên các đảo Kauai, Molokai, Maui, Oahu, và Hawaii, trong các khu rừng mưa nhiệt đới ở độ cao khoảng 600 – 3070 m.
ʻĀkala trong tiếng Hawaii có nghĩa là "màu hồng", đề cập đến màu của trái cây.

## Mô tả

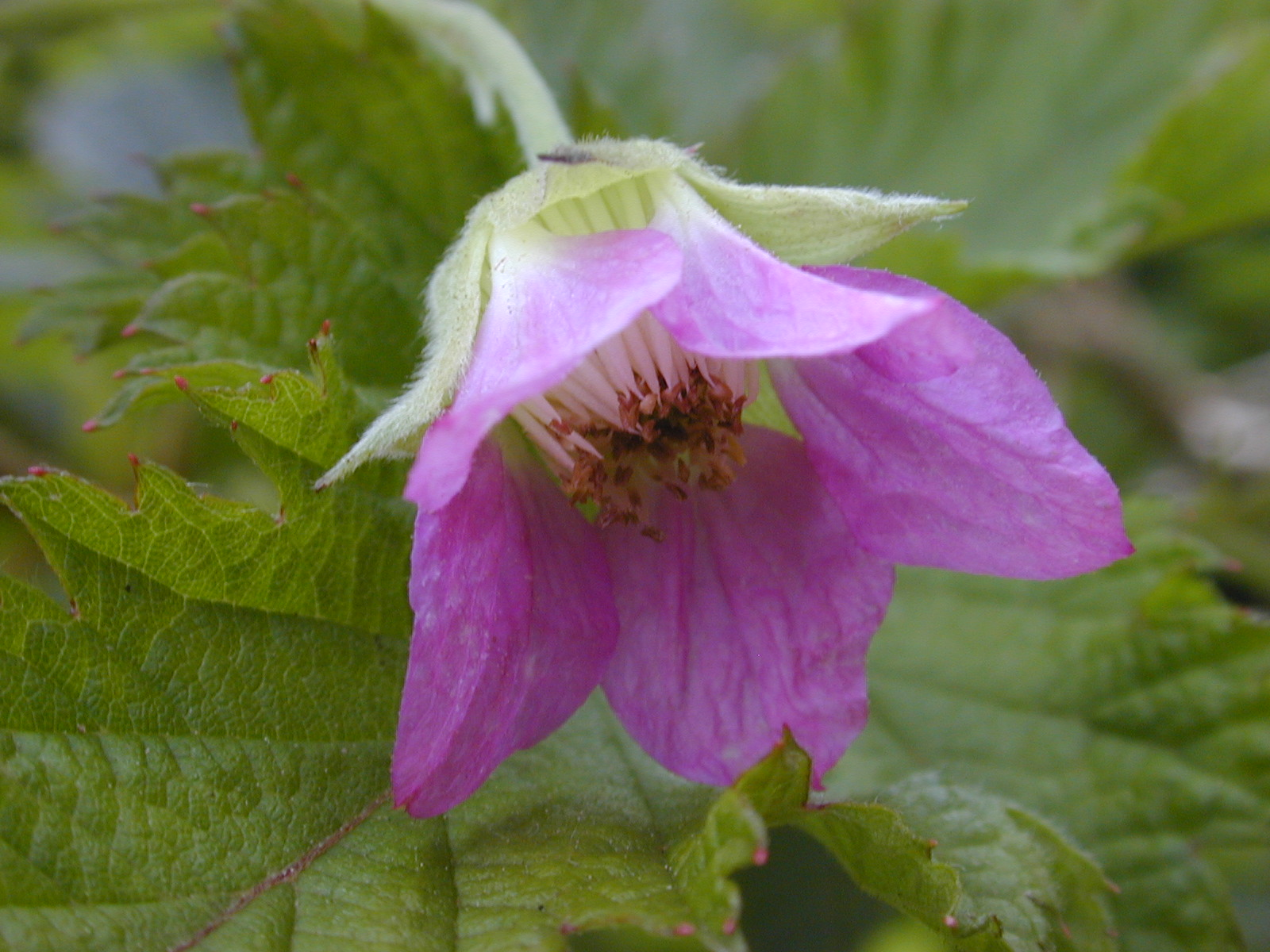
Hoa của R. hawaiensis

R. hawaiensis là một loại cây bụi rụng lá lâu năm (thọ hơn 5 năm), thân cao khoảng 1,5 – 3 m, có gai, vỏ cây dễ bong tróc. Lá có 3 thùy, các cạnh răng cưa, màu xanh sáng, mặt trên có một lớp lông mịn, trong khi mặt dưới lại thưa thớt hoặc không. Hoa có màu hồng đậm hoặc hồng trắng, hiếm khi có màu trắng hoàn toàn, đường kính khoảng 2 – 3 cm, nở từ tháng 4 đến tháng 7. Quả hạch có màu đỏ và tím sẫm, kích thước lớn, dài đến 4 cm và rộng khoảng 2,5 cm, ăn được nhưng vị không ngon, chua và hơi đắng.
R. hawaiensis được coi là một trong những loài xâm lấn của Hawaii. Mặc dù có hình thái tương tự một loại mâm xôi đặc hữu khác của Hawaii, Rubus macraei, hai loài này được cho là có nguồn gốc từ những vùng khác nhau của Hawaii. R. hawaiensis có liên quan mật thiết với Rubus ursinus, trong khi R. macraei lại gần gũi hơn với Rubus spectabilis.

## Sử dụng
Vỏ cây của R. hawaiensis, kể cả R. macraei, được dùng để kéo sợi làm vải, gọi là kapa (hay tapa). Trái của nó được dùng để tạo thuốc nhuộm các tông màu hồng cho vải. Hoa và quả chín là một nguồn thức ăn của người bản địa, kể cả chim chóc. Tro đốt của thân được dùng để trị gàu và để tắm.